# Jurgen Themen
Jurgen Themen (Paramaribo, 26 ottobre 1985) è un velocista surinamese, specializzato nei 100 metri piani.

## Biografia
Themen debutta nelle competizioni internazionali partecipando ai Giochi panamericani del 2007 ed ai Mondiali dello stesso anno in Giappone. L'anno successivo prende parte alla sua prima edizione dei Giochi olimpici, gareggiando a Pechino 2008. Ha successivamente preso parte ancora con la delegazione del Suriname a Londra 2012 e a Rio de Janeiro 2016.
Ha ottenuto una borsa di studio all'Adam State University in Colorado dove ha gareggiato nel team di atletica ai Campionati NCAA.

## Palmarès
| Anno | Manifestazione             | Sede           | Evento      | Risultato  | Prestazione | Note                          |
| ---- | -------------------------- | -------------- | ----------- | ---------- | ----------- | ----------------------------- |
| 2007 | Campionati sudamericani    | San Paolo      | 100 m piani | Semifinale | 11"05       |                               |
| 2007 | Giochi panamericani        | Rio de Janeiro | 100 m piani | Batteria   | 11"13       |                               |
| 2007 | Giochi panamericani        | Rio de Janeiro | 200 m piani | Batteria   | dnf         |                               |
| 2007 | Mondiali                   | Osaka          | 100 m piani | Batteria   | 10"96       | Miglior prestazione personale |
| 2008 | Giochi olimpici            | Pechino        | 100 m piani | Batteria   | 10"61       |                               |
| 2009 | Campionati sudamericani    | Lima           | 100 m piani | Batteria   | 10"77       |                               |
| 2009 | Campionati sudamericani    | Lima           | 200 m piani | Batteria   | 21"66       |                               |
| 2009 | Mondiali                   | Berlino        | 100 m piani | Batteria   | 11"24       |                               |
| 2011 | Campionati centroamericani | San José       | 100 m piani | Batteria   | 10"95       |                               |
| 2011 | Campionati centroamericani | San José       | 200 m piani | Batteria   | 21"89       |                               |
| 2011 | Campionati CAC             | Mayagüez       | 100 m piani | Batteria   | 10"99       |                               |
| 2011 | Universiadi                | Shenzen        | 100 m piani | Batteria   | 10"87       |                               |
| 2011 | Universiadi                | Shenzen        | 200 m piani | Batteria   | 22"14       |                               |
| 2011 | Mondiali                   | Taegu          | 100 m piani | Batteria   | 10"94       |                               |
| 2011 | Giochi panamericani        | Guadalajara    | 100 m piani | Batteria   | 11"71       |                               |
| 2012 | Giochi olimpici            | Londra         | 100 m piani | Batteria   | 10"53       |                               |
| 2015 | Campionati sudamericani    | Lima           | 200 m piani | Batteria   | 22"11       |                               |
| 2016 | Giochi olimpici            | Rio de Janeiro | 100 m piani | Batteria   | 10"47       |                               |
| 2018 | Giochi CAC                 | Barranquilla   | 100 m piani | Batteria   | 10"55       |                               |